# Peugeot 402
La Peugeot 402 est une automobile de la marque française Peugeot, produite entre 1935 et 1942, période marquée par la Seconde Guerre mondiale et les restrictions qui en découlent.
C'est à cette période que naissent de nouveaux courants de design automobile à l'image de la Tatra 77 et de la Chrysler Airflow de 1934 appliquant les idées sur l'aérodynamique de l'ingénieur hongrois Paul Jaray et du Streamline Modern américain. Les constructeurs européens sont dès lors désireux de suivre ces exemples et la Peugeot 402 appliqua, comme la Simca 5, l'aérodynamismeà sa carrosserie, donnant des courbes plus fluides. Elle remplace à la fois la Peugeot 401 et la Peugeot 601.

## Historique

### L'aérodynamisme selon Peugeot

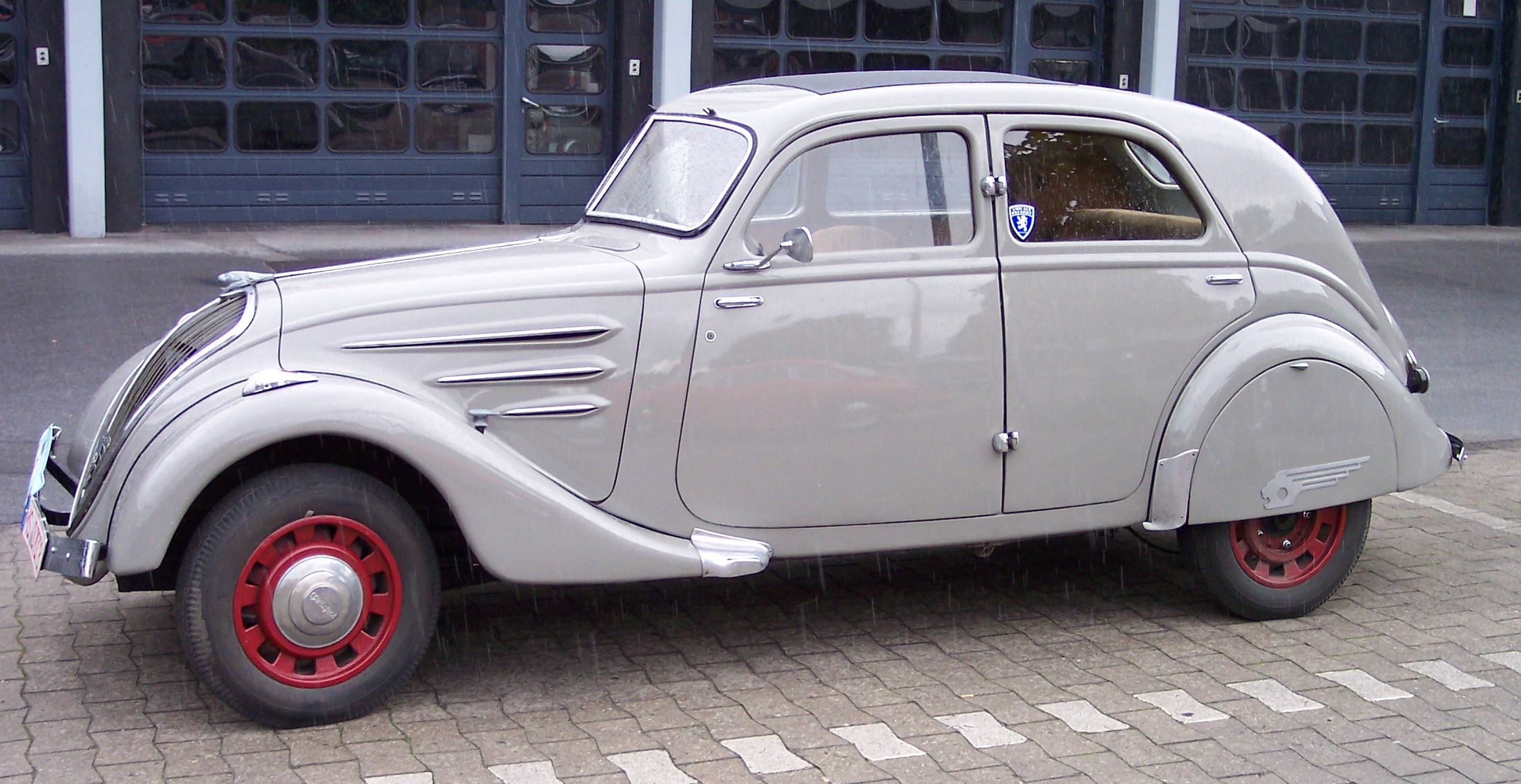
Peugeot 402 légère

En période de crise économique puis de guerre, la production automobile française subit un très fort ralentissement, les ventes passant de 230 000 à 179 000 exemplaires entre 1930 et 1935. Les Européens appliquent alors les mêmes idées, sur l'aérodynamisme des automobiles, afin de réduire leurs moteurs sans perte de vitesse et de gagner en consommation. Lors du Salon de Paris de 1933, la plupart des constructeurs présentent des automobiles aux formes très rondes et au pare-brise incliné. La Peugeot 402 est l'automobile européenne la plus représentative de cette nouvelle mode. Très inspirée par les plus récentes réalisations américaines, sa silhouette est d'une grande modernité.
Sa première apparition a lieu au Salon de Paris de 1935, soit à peine un an après la Tatra 77 (exposée au salon de Paris 1934), la Chrysler Airflow et son clone DeSoto Airflow ainsi mais aussi la même année que la Volvo PV36 Carioca et la Toyota Modèle AA. Le dessin est pratiquement semblable pour la plupart des véhicules aérodynamiques de cette époque : une calandre arrondie, des ailes gonflées, une très longue carrosserie de six glaces et un pare-brise coupe-vent en deux parties. Néanmoins, la particularité de la 402 est ses phares intégrés à la calandre, une première dans l'automobile, que Peugeot appliquera de nouveau sur des modèles futurs. Cette signature fuselée des modèles Peugeot est désignée par le terme « fuseau Sochaux ».

### Conception - Technique
La conception de la 402 répond à deux besoins. Le premier est de remplacer les modèles vieillissants que sont les Peugeot 401 et la 601. Le deuxième est de faire face à une concurrence grandissante. En effet, Citroën vient tout juste de produire les premiers modèles de Traction Avant et Renault est bien établi sur le marché automobile avec ses modèles : la Vivaquatre et la Primaquatre. Le superviseur de la conception de la Peugeot 402 est le responsable du département Études Carrosseries, Henri Thomas.
Les ingénieurs de Peugeot mettent au point une automobile classique sur le plan technique. Le châssis est de type « Bloctube », très rigide, ayant déjà fait ses preuves sur de précédents modèles. Quatre freins à tambours à câbles et une direction à boîtier sont installés. Les suspensions sont à roues indépendantes à l’avant avec ressort à lames transversales et pont rigide à vis à l’arrière avec ressorts à lames cantilever, amortisseurs hydrauliques à levier. La boîte de vitesses offre trois rapports, dont la seconde et la troisième sont synchronisées. Le moteur est un quatre-cylindres culbuté de 1 991 cm3 de 55 ch.

### Moteur Diesel
Depuis 1928, Peugeot fabrique dans son usine de moteurs CLM (Compagnie Lilloise de Moteurs) à Lille des moteurs Diesel destinés aux bateaux, autorails et tracteurs agricoles. En 1936, le constructeur avait préparé son moteur Diesel de la série HL50 pour équiper les véhicules utilitaires légers. La réglementation française de l'époque n'autorisait pas l'installation de moteurs Diesel sur les véhicules routiers, à l'exception des camions et des véhicules utilitaires, et malgré son approche relativement prudente en matière de motorisation Diesel de la 402, il était nécessaire pour Peugeot d'obtenir une dérogation spéciale des autorités. Dans les dernières semaines de 1938, plusieurs prototypes 402 avaient reçu le Diesel HL50 déjà utilisé pour les camions légers. Au cours des premiers mois de 1939, plusieurs douzaines de berlines 402 "conduite intérieure" à carrosserie longue furent équipées de moteurs Diesel et vendues comme taxis. Le moteur HL50 utilisé était une unité de 2 300 cm3 avec une puissance déclarée de 55 ch. Si la version Diesel était entrée en production, la 402 aurait été l'une des premières berlines Diesel commercialisées.
L'économie de carburant permise par le moteur Diesel de 2,3 litres était d'environ 33 % par rapport à la 402 à moteur essence de 2,1 litres. Au moment où la guerre a éclaté, une douzaine voire plusieurs douzaines de Peugeot 402 à moteur Diesel existaient, mais un seul châssis de 402 à moteur Diesel survivait encore à la fin de la guerre.
Le travail de développement n'a cependant pas été vain et en 1959, Peugeot lance la 403, l'une des premières berlines Diesel française, précédée sur le marché mondial par Mercedes-Benz avec notamment la Mercedes-Benz 260 D produite de 1936 à 1940 puis en 1949 avec la Mercedes-Benz 170 D.

### Seconde Guerre mondiale

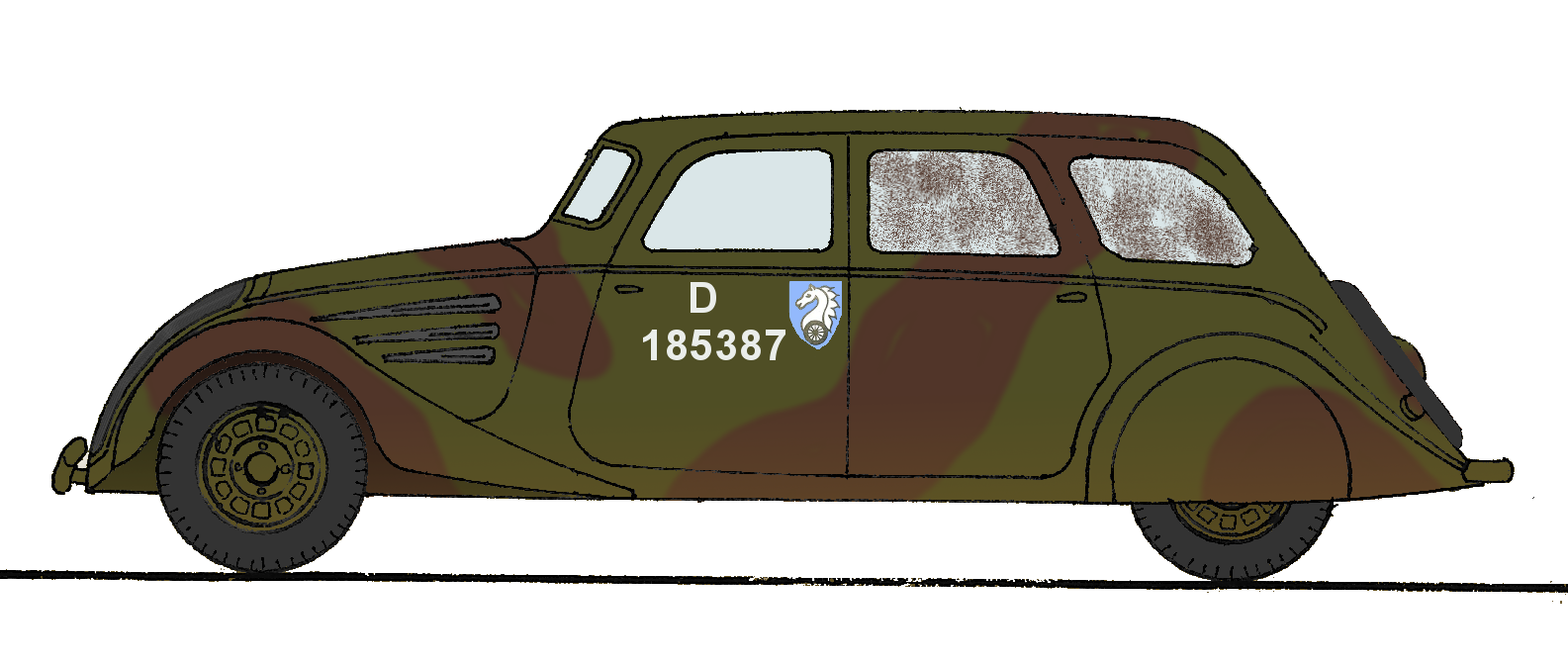
Peugeot 402 utilisée par une unité de l'Armée de terre (le 40e) en mai 1940.

La 402 connaît un vif succès grâce à son esthétique séduisante, à ses bonnes performances et à un silence de fonctionnement supérieur à la moyenne de l’époque. Au début de la Seconde Guerre mondiale, la 402 devient un des principaux types de voiture de liaison utilisés par l'Armée française. Environ 1 000 exemplaires de divers modèles ont été commandés entre 1938 et mai 1940 mais plusieurs dizaines de 402 sont également réquisitionnées pour servir dans les unités militaires. La version 402BL à six places se révèle particulièrement utile pour les militaires. Les 402 capturées par les Allemands en 1940 sont utilisées par la Wehrmacht jusqu'à la fin de la guerre.
Après cinq années, la production de la 402 s'arrête en juin 1940 en raison de l'invasion allemande. Les usines sont ravagées par un bombardement allié et tous les stocks, matières et machines-outils nécessaires sont pillés et même finalement emportés en Allemagne en 1944. Étant donné qu'il faudra attendre 1949 pour que la production et les ventes de Peugeot retrouvent un niveau respectable, la Peugeot 402 ne survit pas et termine sa carrière en 1942.

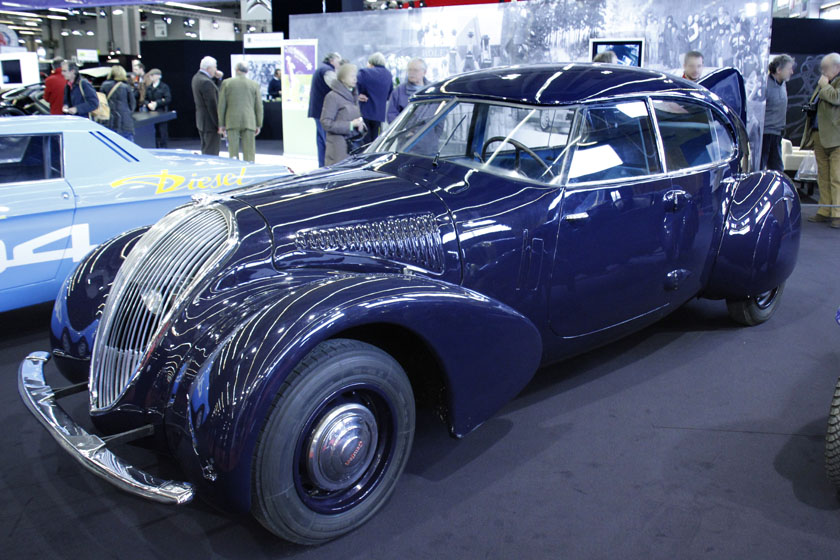
Peugeot 402 Andreau (1936).

Pourtant, une nouvelle version de la 402 avait été dessinée dès 1936 pour être mise en vente en 1940, connue sous le nom de 402 Andreau. C'est un ingénieur de Saint-Cyr, Jean Andreau, qui dessine un prototype de cette version, remarquable par un Cx faible pour l'époque - 0,34 contre 0,68 pour la berline - et que l'on distingue par des flancs plus galbés, des portes sans montant et un pare-brise panoramique. Initialement prévu avec un V8 de 18 CV, le prototype réalisé en 1936 est finalement équipé d'un quatre-cylindres du modèle de base. Le modèle ne sera presque pas commercialisé.

## Versions
Dès sa commercialisation en 1935, la 402 est disponible en deux longueurs de châssis et huit configurations de carrosserie : une limousine à six glaces, une familiale, un coach, un cabriolet, un roadster, une commerciale et un taxi ainsi que la version Éclipse à toit rigide escamotable.
Une version raccourcie, d'abord vendue sous le nom de Peugeot 302 (berline, 4 glaces, moteur 1800), sera renommée 402 légère en 1938, avant de devenir la 402 B légère en associant la carrosserie de la Peugeot 202 à un moteur de 402 B en 1939.
Il a existé des versions à culasse fonte et à culasse en Alpax (meilleur rendement, puissance et moindre consommation). Certains exemplaires sont dotés de la boîte de vitesses semi-automatique Cotal, dont la commande électrique au volant est appelée moutardier.
Malgré l'interdiction du Diesel pour les véhicules de tourisme à cette époque, quelques prototypes et exemplaires sont équipés du moteur Diesel des utilitaires HL50.

### 402 B - 1939

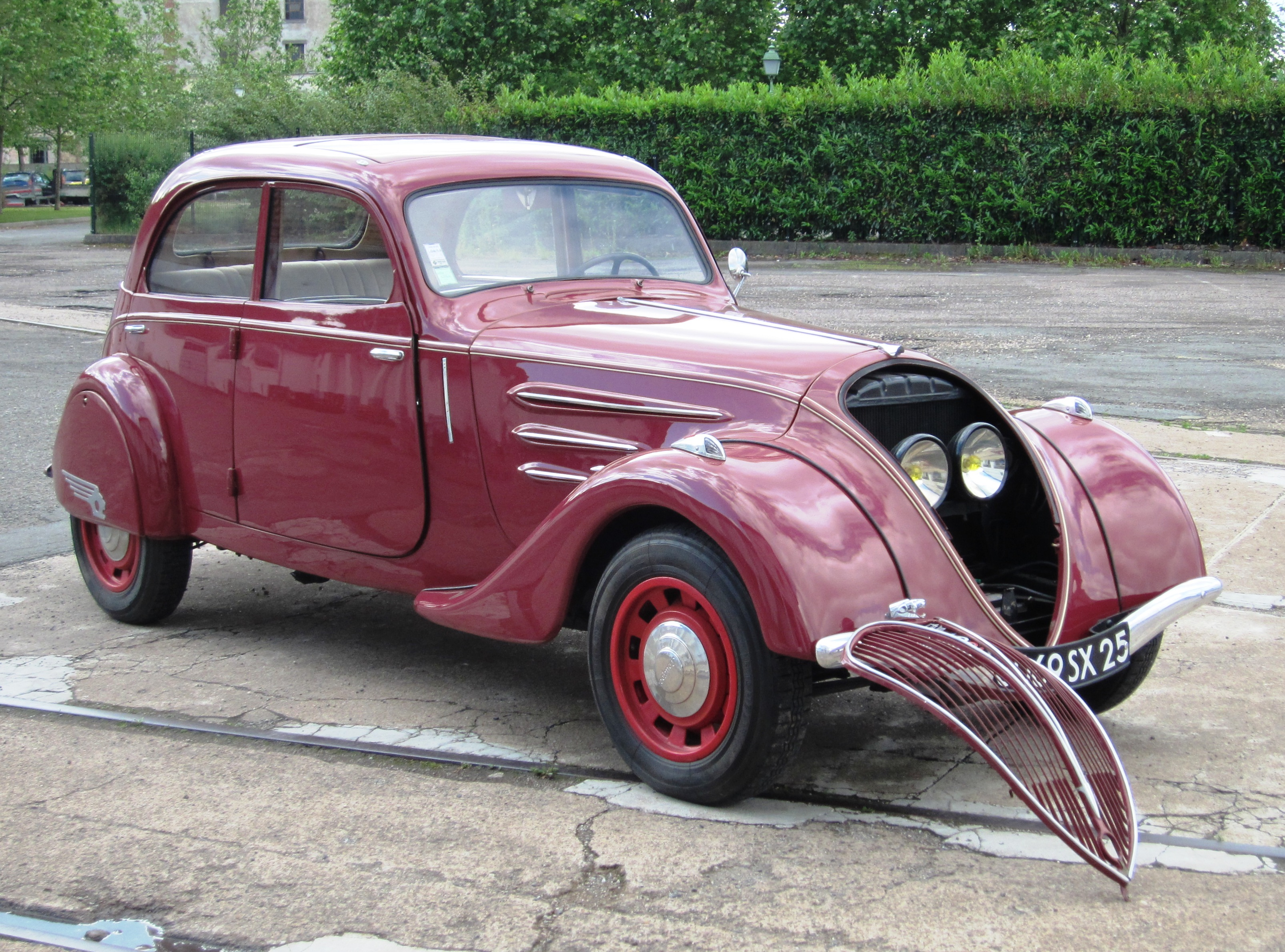
Peugeot 402 B Légère (1939), avec caisse de 202 et moteur de 402.

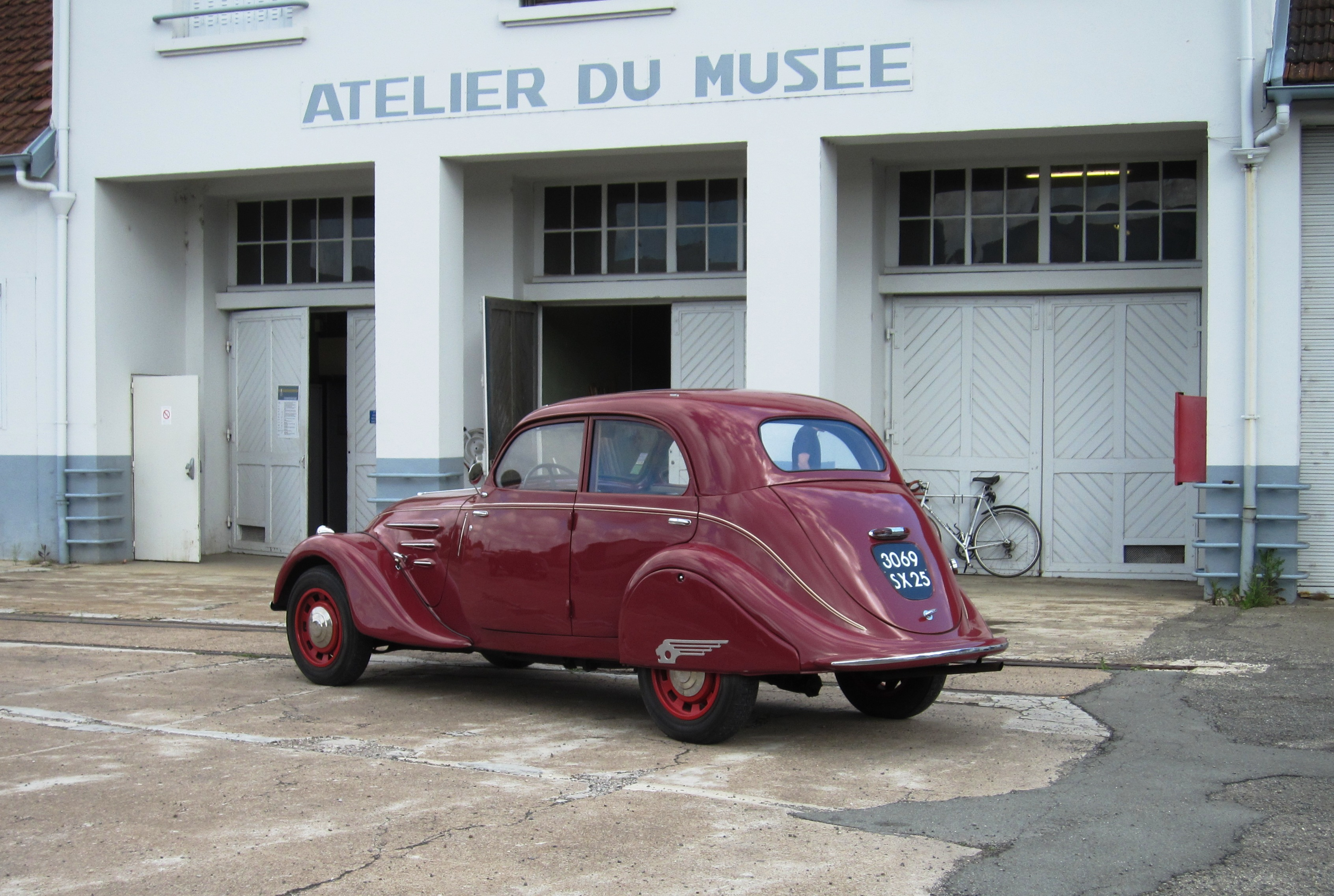
Peugeot 402 B Légère (1939), au musée de l'Aventure Peugeot.

En octobre 1938, la 402 prend le nom de 402 B. Sa mécanique propose dorénavant 12 CV fiscaux (soit 63 ch) pour une cylindrée de 2 142 cm3 et une vitesse maxi de 125 km/h. Esthétiquement, sa calandre est plus proéminente, et pour permettre un chargement plus important, la malle arrière, dont le volume est augmenté, abrite désormais la roue de secours.
En 1939, une 402 B Légère plus performante vient étoffer la gamme : elle allie la caisse moins lourde et plus courte de la Peugeot 202 au moteur 2 142 cm3 de la 402, grâce auquel elle peut atteindre les 135 km/h. En mai 1940 l'occupation allemande interrompt définitivement la fabrication des Peugeot 402 B.
Par ailleurs, afin de remplacer l'essence, rationnée dès novembre 1940, la Peugeot 402 se dote de solutions de remplacement. Le système gazogène en est une : cette technique n'est pas nouvelle, elle est déjà employée dans les années trente. Le principe du gazogène consiste à greffer sur le véhicule une installation permettant la combustion de bois, fournissant ainsi un gaz pauvre. Une fois filtré, ce dernier pénètre dans un mélangeur équipé d'une prise d'air installée au-dessus du carburateur. Il faut allumer le foyer et attendre une combustion idéale afin d'obtenir un flux de gaz régulier. Une 402 B équipée du gazogène « polycombustible » breveté Gohin-Poulenc atteint péniblement les 75 km/h tout en consommant 20 à 30 kg de charbon de bois à l'heure en moyenne avec une faible autonomie.

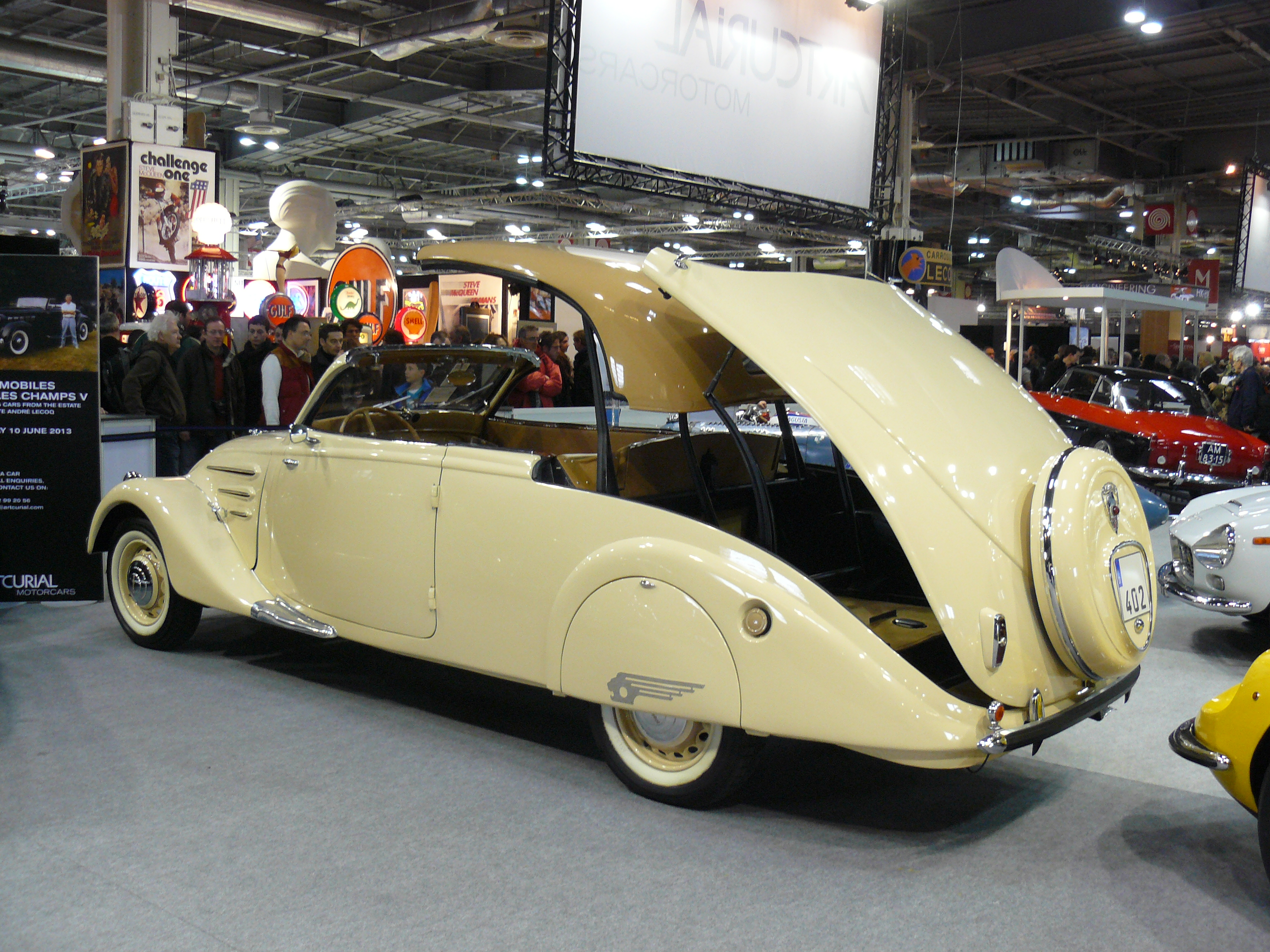
Peugeot 402 Éclipse de 1936 et son toit rigide escamotable

### 402 Éclipse - 1936

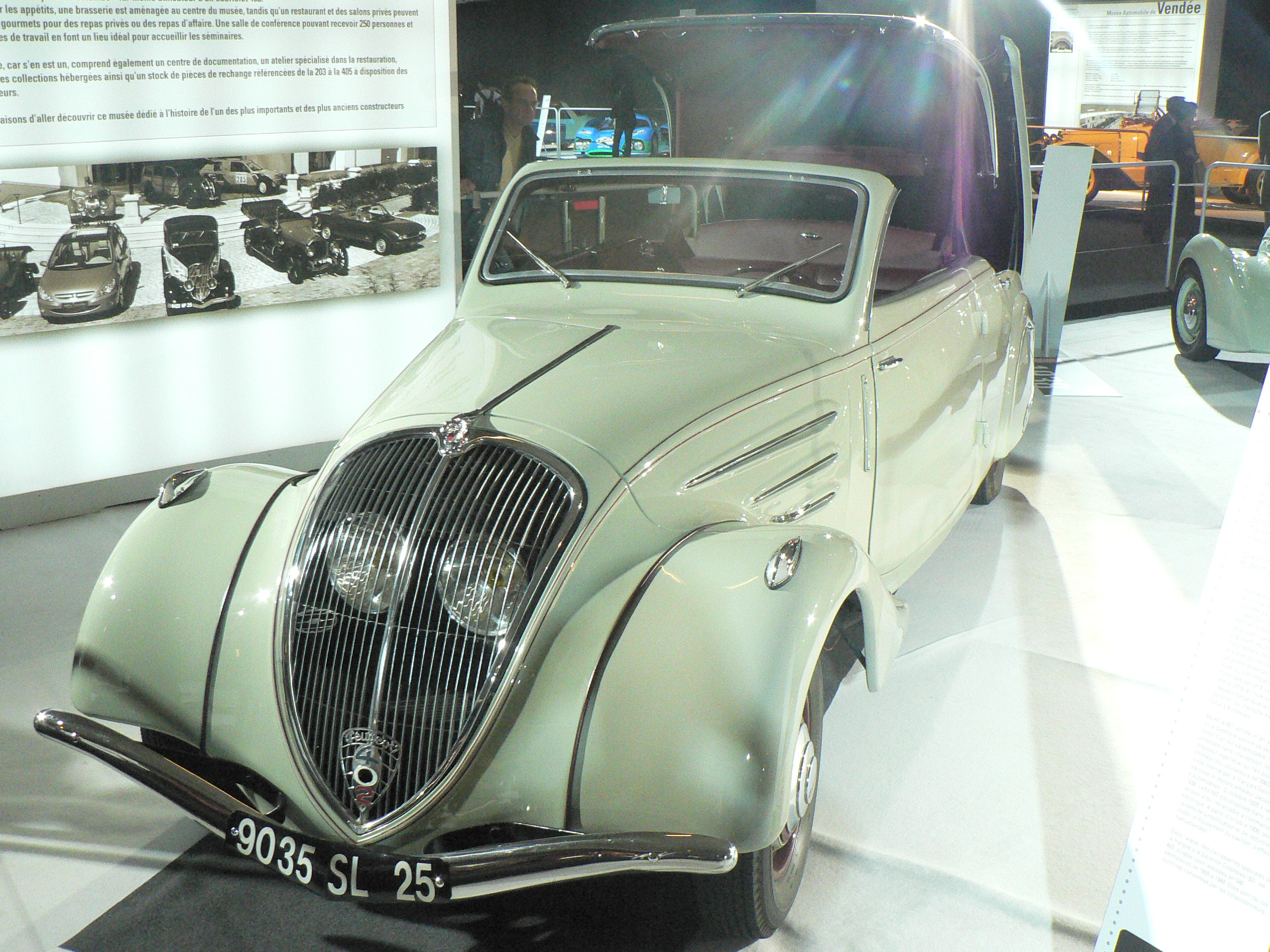
La 402 Éclipse de face.

Peugeot est le premier constructeur à mettre en production le principe du toit en tôle d'acier escamotable dans le coffre arrière d'une automobile. Brevetée en 1933, cette invention est l'œuvre de Georges Paulin, chirurgien-dentiste et dessinateur amateur par passion. Émile Darl'mat possède une importante concession Peugeot à Paris. Il sait qu'une clientèle aisée est prête à payer plus cher pour rouler dans un modèle différent de la série. Il se procure les châssis nus chez Peugeot et le carrossier Marcel Pourtout transforme la voiture dessinée par le styliste G. Paulin. En 1936, la 402 Éclipse est équipée du toit électrique qui sera abandonné l'année suivante au profit d'un système manuel jugé plus fiable et moins gourmand en énergie. Elle en profitera pour abandonner le châssis normal de 3,15 m d'empattement pour celui de la série familiale de 3,30 m permettant de transporter six personnes. Le pare-brise devient plat, d'une seule pièce sans division centrale et la roue de secours, jusque-là extérieure, intègre désormais la malle arrière. Durant l'été 1938, la 402 reçoit les roues Michelin Pilote à bâtons plats. De septembre 1935 à septembre 1940, quelque 580 Peugeot 402 Éclipse seront produites.

### 402 Darl'mat

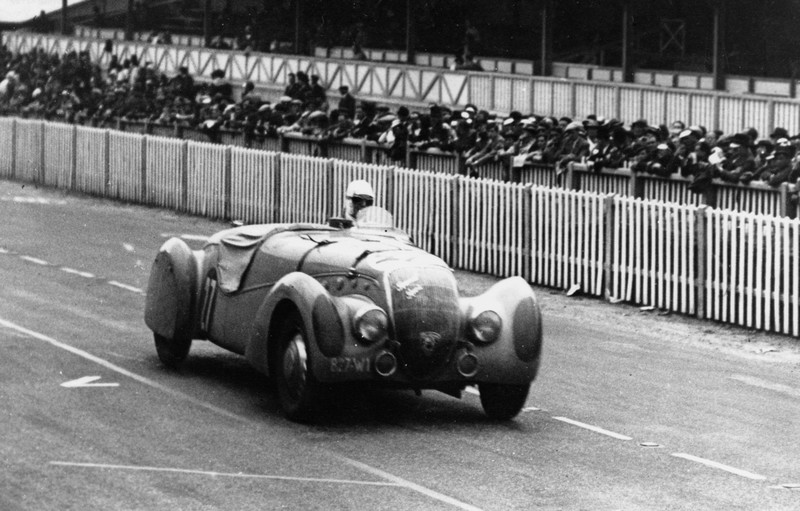
Une 402 Darl'mat au Mans.

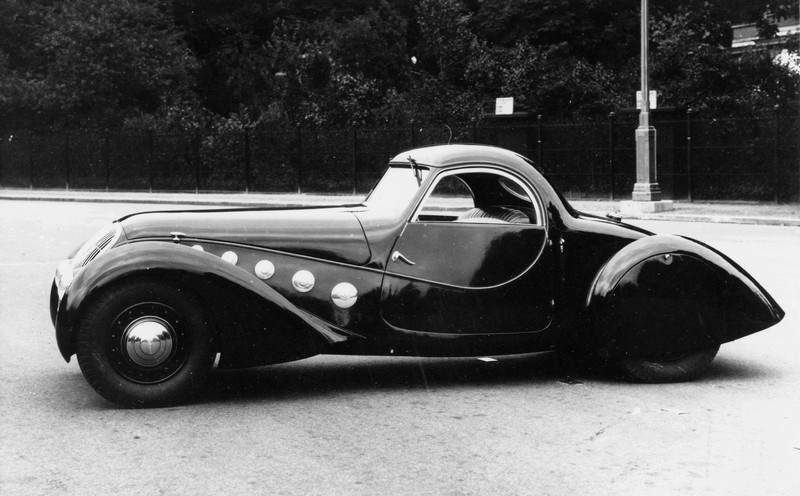
Peugeot 402 Darl'Mat Coupé.

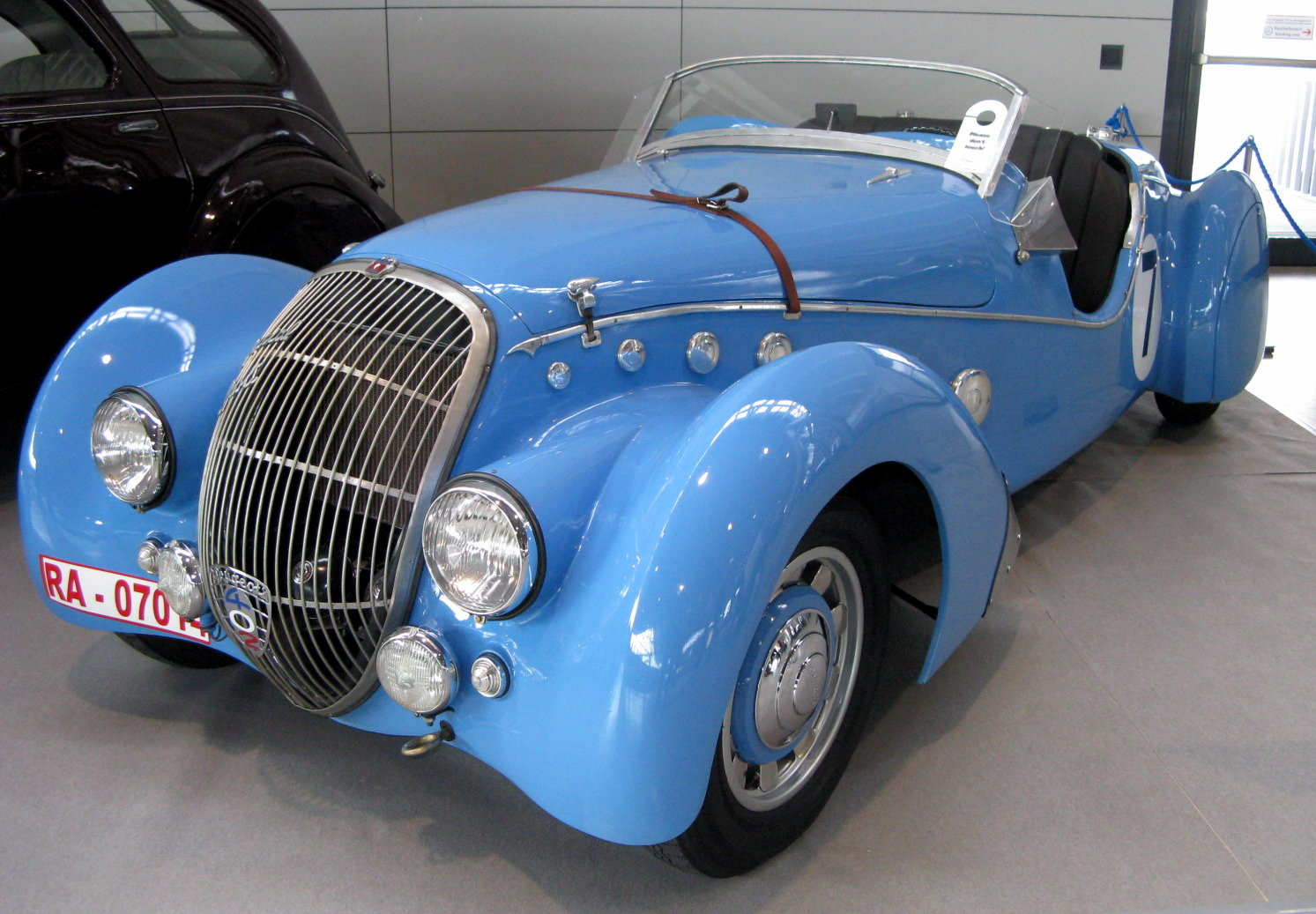
Peugeot 402 Darl'Mat Special Roadster.

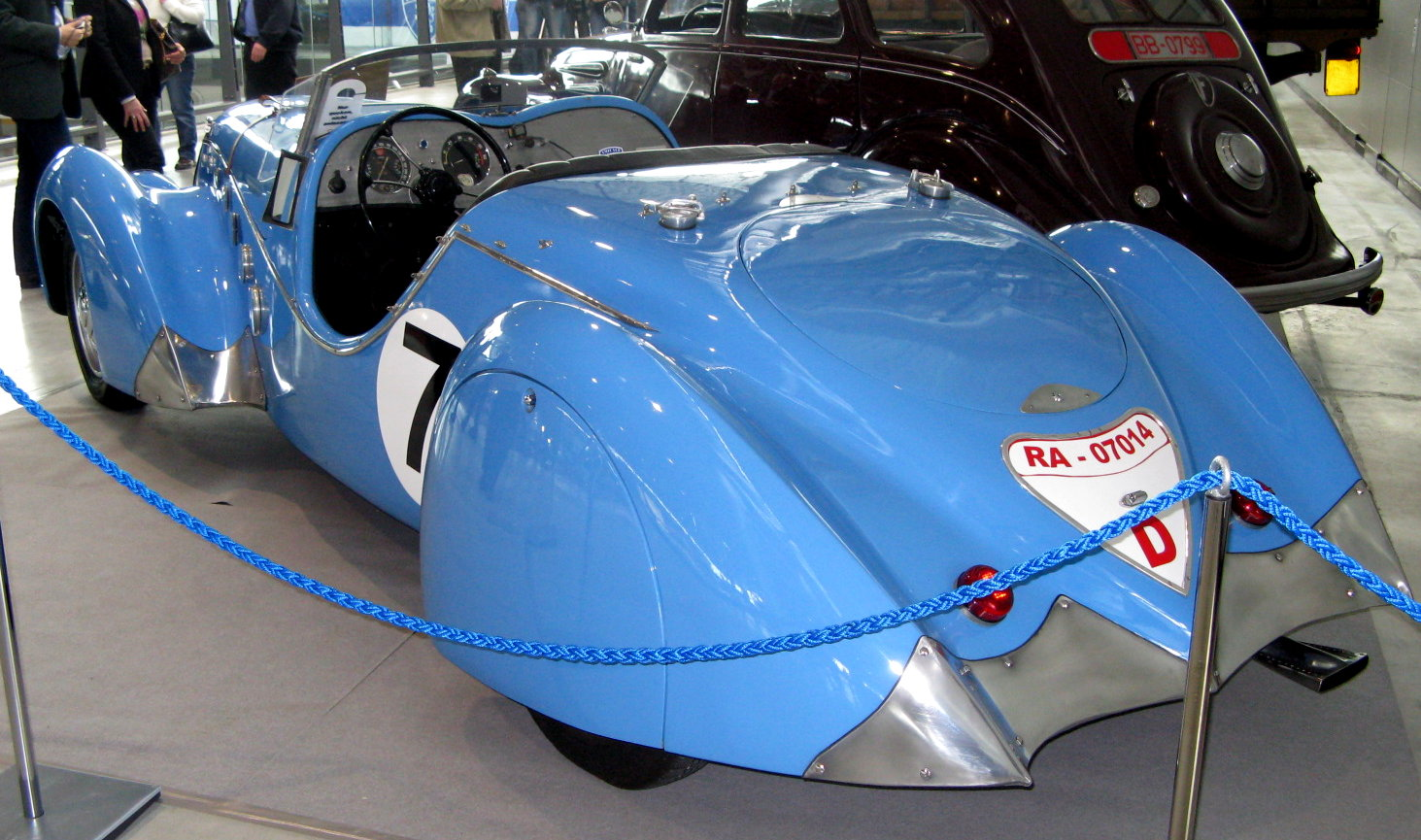
Peugeot 402 Darl'Mat Special Roadster.

Il existe aussi un modèle coupé carrossé par Darl'mat. Il est livré le 16 décembre 1938 aux Grands Garages de Champagne à Reims. Trois Darl'mat sont engagées aux 24 Heures du Mans 1937 et terminent 7e, 8e et 10e. L’identité du premier propriétaire est toujours inconnue, on sait par contre que le premier exemplaire est acquis en 1945 par un militaire américain. Ce dernier repart aux États-Unis avec la voiture et la conserve une vingtaine d’années. Il la cède ensuite à un amateur, qui, après l’avoir fait rouler, la remise dans une grange près de Seattle. Les circonstances dans lesquelles la voiture a été retrouvée ne sont pas banales. Venue se perfectionner à Paris dans le cadre de son travail, une jeune femme travaillant chez Peugeot à New York devient la stagiaire de Philippe Boulay, lui-même collaborateur de Darl’mat depuis plus de quarante ans. Revenue aux États-Unis, la jeune femme appelle Philippe Boulay quelques années plus tard pour lui signaler la présence d’une Darl’mat dans une grange.
D’abord quelque peu sceptique car échaudé à la longue par ce genre d’affirmations rarement confirmées, Philippe Boulay cède devant les preuves fournies : la présence de motifs décoratifs ronds sur les côtés du capot et la plaque arrière en forme de cœur. Rapatrié en France, le cabriolet arrive au Havre en 1989. La voiture a beaucoup souffert, mais elle est complète. Elle est exposée telle quelle à Rétromobile l’année suivante, avant de subir une restauration complète. La voiture est motorisée par un moteur quatre-cylindres en ligne à soupapes en tête de 55 ch, qui passa à plus de 60 ch avec la 402 B. Une boîte de vitesses semi-automatique électro-magnétique Cotal équipe la 402.
Cependant, son coût très élevé ne permet pas la réalisation en série. Des 32 cabriolets Darl’mat construits, il reste peu d’exemplaires aujourd’hui — une demi-douzaine environ. Au total, 105 Darl’mat ont été fabriquées, dont 20 coupés et 53 roadsters. Cependant, cette 402 sportive a servi de faire valoir à Peugeot à l'occasion des salons de l'auto (au Grand Palais), pour prouver la qualité des productions de Sochaux.

### 402 utilitaires
Les utilitaires 402 s'appellent SK3 (cabine 402, moteur 302), SK4 (cabine 402, moteur 402), MK4 (cabine 402, moteur 402), MK5 (cabine 402 B, moteur 402 B) et DK5 (cabine 402 B, moteur 402 B, roues arrière jumelées). Cette dernière a été produite jusqu'en 1941 et utilisée sur le front de l'Est par l'armée allemande.
| Type | Moteur        | Base  | Puissance fiscale | Autres spécificités                                                                                        | Production |
| ---- | ------------- | ----- | ----------------- | --- | ---------- |
| SK3  | TE            | 302   | 10 CV.            | |            |
| SK4  | TH            | 402   | 11 CV.            | Modèle spécial pour Exportation : SK3 avec moteur 402.                                                     |            |
| MK4  | THU           | 402   | 11 CV.            | Radiateur coupe vent, cabine 2 pl. en 1936. Capot 402 et cabine élargie 3 pl. en 1937.                     | 1712       |
| MKN  | THU           | 402   | 11 CV.            | | 1166       |
| MKHL | HL 50         | 402   |                   | Châssis long pour cars 18 places, utilisé exclusivement pour les services de transport des usines Peugeot. |            |
| MKH  | HL 50         | 402   |                   | Correspond exactement au MK4 avec un moteur Diesel. Même évolution en 1937.                                | 47         |
| HMK  | HL 50         | 402   |                   | Correspond exactement au MKN avec un moteur Diesel.                                                        | 31         |
| MK5  | THU2          | 402 B | 12 CV.            | C. U. 1200 kg                                                                                              | 884        |
| DK5  | THU2          | 402 B | 12 CV.            | C. U. 1400 kg                                                                                              | 12733      |
| D5G  | TH2G gazogène | 402 B | 9 CV.             | C. U. 1200 kg                                                                                              | 2114       |

### Berliet Dauphine 1939

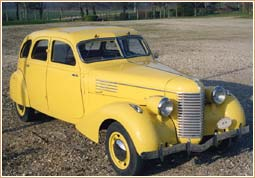
Berliet Dauphine 1939

La Berliet Dauphine 1939 reprend la carrosserie de la Peugeot 402B, avec une calandre et des phares, inspirés des productions américaines de l'époque. Sa production sera stoppée par la guerre. Elle sera la dernière automobile de la marque Berliet qui se consacrera ensuite à la fabrication de poids lourds. Plus tard, le visuel de la voiture fut utilisé pour la publicité et l'emballage des cigarettes Gauloises Blue Way.